# عید غدیر خم
عید غدیر (به عربی: عید الغدیر‎) ۱۸ ذی الحجه در تقویم قمری و از بزرگ‌ترین اعیاد شیعیان می‌باشد. شیعیان معتقدند محمد پیامبر اسلام در چنین روزی علی بن ابیطالب را به عنوان جانشین خود معرفی کرده است.
در احادیث شیعه این عید را با عباراتی چون عیدُاللهِ الاکبر (بزرگ‌ترین عید الهی)، عید اهل بیت محمد و اشرف الاعیاد (والاترین عید) یاد کرده‌اند. به اعتقاد شیعیان بر طبق خطبه محمد در غدیر خم علی را بعد از خود با حدیثی که ۳ ساعت طول کشیده (عربی: مَن کُنتُ مولاه فَهذا علیّ مولاه أللهم والِ من والاه و عادِ من عاداه) جانشینی او را برای تمامی مسلمانان اعلام و تمام کرد. در تفاسیر شیعه آیه سوم سوره مائده در روز عید غدیر نازل شده است که آمده الْیَوْمَ أَکْمَلْتُ لَکُمْ دِینَکُمْ وَأَتْمَمْتُ عَلَیْکُمْ نِعْمَتِی

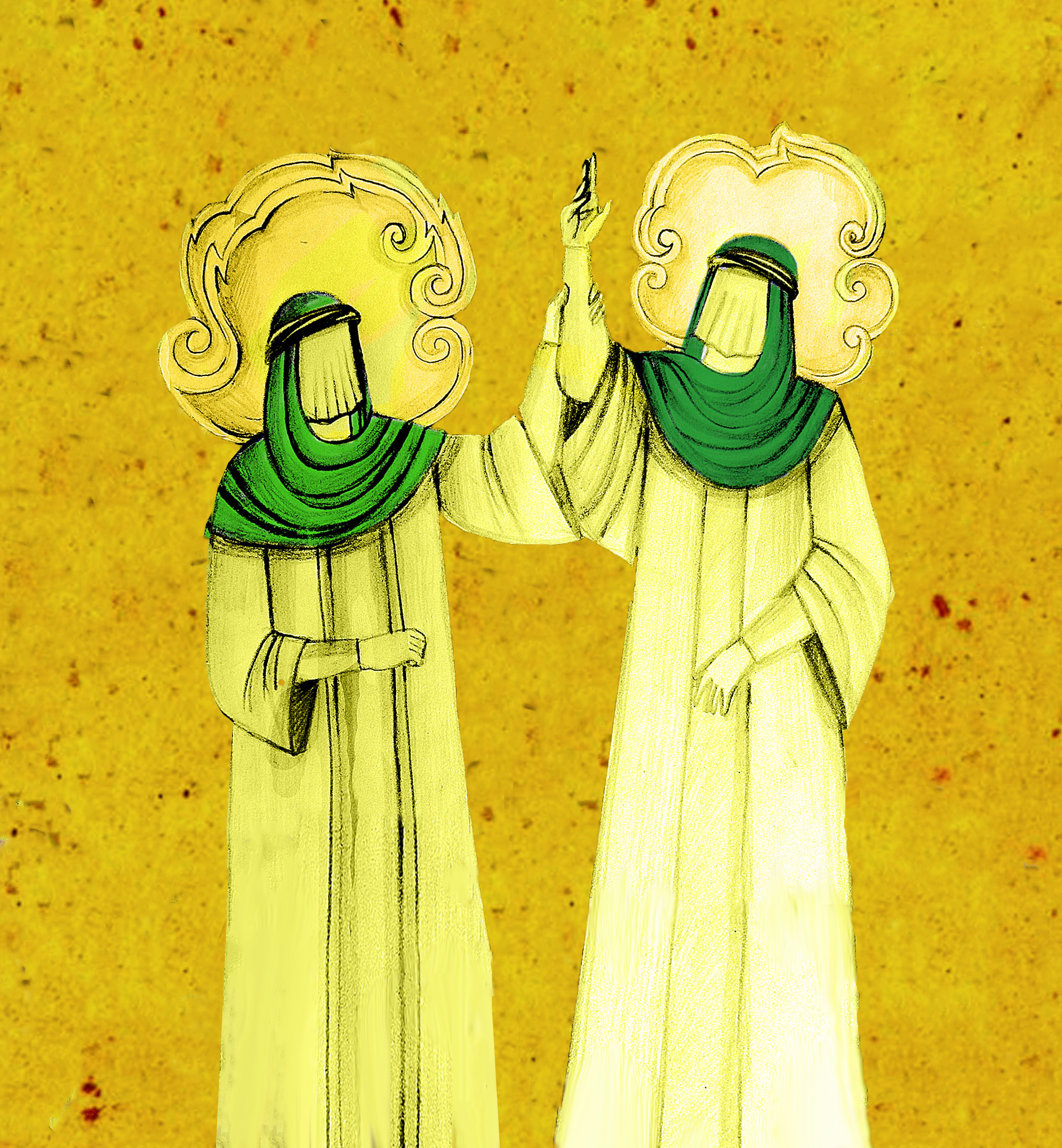
تصویرسازی از رویداد غدیر خم

البته شیعیان اعتقاد دارند محمد، غیر از غدیر در مواضع دیگری چون واقعهٔ یوم الدار و ماجرای جنگ تبوک و حدیث منزلت به جانشینی علی بن ابی طالب بعد از خودش اشاره و تأکید کرده بود. وجه تمایز غدیر با سایر مواضع، اخذ بیعت طبق رسم رایج اعراب، از تمام ۱۲۰ هزار نفرحاضر در مناسک حج و بعد از آن در غدیر بود. این بیعت به صورت رسمی (زبانی و عملی) بر جانشینی علی گرفته شد.
شیعیان نیز بر طبق یک سنت دیرینه، عید غدیر خم را در مساجد، تکایا و هیئت‌های مذهبی همانند عید فطر، عید قربان و دیگر اعیاد مسلمانان جشن می‌گیرند و اجتماعات بزرگی برگزار می‌کنند. در مقابل مسلمانان سنی، عید غدیر خم را جشن نمی‌گیرند و اعتقاد شیعیان مبنی بر جانشینی بعد از محمد را نمی‌پذیرند. البته شیعیان عید غدیر را بزرگ‌ترین عید مسلمانان می‌دانند و مهم‌ترین عید مذهبی نزد شیعیان هست. عید غدیر به نام عید الله الاکبر نیز معروف است. این روز تنها در ایران تعطیل رسمی است.